# Mirijan I. od Iberije
Mirijan I. od Iberije (gru. მირიანი), kralj Kartlije, drevnog gruzijskog kraljevstva poznatog kao Iberija. Treći je kralj po redu koje navode gruzijske srednjovjekovne kronike. Pretpostavlja se da je vladao između 159. i 109. pr. Kr. Naslijedio je svog tasta Saurmaga I. koji je umro bez muških nasljednika.